# Perui japán fuziós konyha
A perui japán fuziós konyha (spanyolul: cocina nikkei, japánul: 日系料理, Hepburn: nikei-rjóri) egy olyan gasztronómia, amely vegyíti a perui és a japán konyha elemeit. Nikei konyhának is szokták nevezni, hisz a perui emigrációban élő japánok konyhájáról szól.

## Történelem

### Japán bevándorlás Peruba
A kulturális cserekapcsolatok Peru és Japán között a 19.század végén kezdődtek meg, amikor megjelent az első perui hajó, amin ázsiai napszámosok, kulik érkeztek Makaóból, Jokohama érintésével a perui Callao városba. Az első találkozások nem voltak békések, hisz erőszakhullámot váltott ki az emberek között. A két ország közti kapcsolatot az 1873-as béke, barátság és kereskedelmi szerződés rögzítette.
A japánok 1889 után vándoroltak tömegesen Peruba, Korekijó Takahasi vezetésével, aki megalapította a Japan Mining Company bányászati kitermeléssel foglalkozó vállalatot. A vállalattal a perui ezüstbányászatot akarták elindítani, ám a bányák kimerültek és a terv megbukott, ami miatt felhagytak az iparosítási célokkal Peruban. Az első években azok a japánok érkeztek Peruba, akik megelégelték a Japánban a Meidzsi-korszak jelezte modernizációt. Ezt felismervén a japán kormány már 1885-től megszervezte és vezette a Peruba tartó japán emigráns hajóutakat. A japán emigránsok az északi part cukorültetvényein kezdtek dolgozni.

### Fuziós konyha
A perui-japán fuziós konyha első nyomai a 19. század vége és 20. század eleje közötti időre tehető, amikor a Peruban letelepedett japánok a, szintén ott élő kínaiakkal dolgoztak együtt. Az alapanyagaikat el kezdték felhasználni, mint az ázsiai zöldségeket vagy a szójaszószt, hogy megőrizzék gasztronómiai hagyományaikat. Ezek az alapanyagok időközben akklimtalizálódtak a helyi földrajzi adottságokhoz. Másfelől a perui partok éghajlatát alapvetően befolyásolja a Humboldt-áramlat, amely áramlás halban és egyéb tengeri élőlényekben gazdag. Ez az adottság nagyon hasonló, mint a Csendes-óceán távol-keleti országaiban szokott lenni. Emellett az áramlás miatt a yuyo, zöld tengeri alga is megterem.
Ezt követően a japán bevándorlók különböző fogadókat nyitottak, amivel felvirágozott a kereskedelmi életük. Voltak akik indián ételekre specializálódott fogadókat nyitottak, olyan ízeket és alapanyagokat fuzionáltak, mint a szójaszószt és a miszót. Ekkor készült el az első ceviche ázsiai ízvilággal.
A 20. század második felében Kunigami Minoru második generációs japán bevándorló, megnyitotta Lima belvárosában a calle Paruron a La Buena Muerte éttermét, amely cevichékre specializálódott, cevichería. Az ország első étterme, amely a nikkei konyhán alapult.
A 20. század vége óta a nikkei konyha hatalmas növekedésnek és népszerűségnek örvend, amely azonban még további fejlődésre szorul. A nikkei konyha, hírnevét, Nobu Macuhisza japán sztárséfnek köszönheti, amelynek köszönhetően már nem csak Peruban hanem világszerte több helyen is ismertté vált.

## Jellemzői
A nikkei konyha alapja a Peruban termő élelmiszerek széles választéka. 1980-as évektől alakult ki egy struktúra, aminek keretében a japán és perui alapanyagokat fuzionálják: a peruiak a szőrös paprikát és a sárga chilipaprikát használtak a csípős ízek miatt és a citromot. A japán részről a zöldségek és a perui földön termett rizs volt. Emellett a japánok olyan perui ételeket is használtak saját konyhájukban mint a manióka, amit a mocsihoz használtak fel és így született meg a yucamochi, a maniókából készült rizssütemény.
Emellett főzés technikai dolgokat is elsajátítottak: a gőzön való főzés és a nyers ételek felhasználása. Ezt a technikát alkalmazták a ceviche készítésére.

### Jellegzetes ételek
Az egyik legjellegzetesebb étel a tiradito, amely a szasimihoz hasonlóan vékonyra szeletelt nyers halat tartalmaz csípős mártással és citromlével. Emellett használnak köretként édesburgonyát, tengeri algát és rizst, amely ismét példa a két ország ételeinek fuzionálására. Másik jellegzetés étel a sudado de pescado, amely egy hallevesszerű egytál étel, csípős csilis alaplében.
Olyan bennszülött, indián közösségek ételeit is felhasználták, mint a tamale vagy a burgonyát, papa rellena ételt illetve fontos étel aa tengeri ételekkel készített tacu-tacu.